# Kirsten Heiberg
Kirsten Heiberg (Kragerø, 25 aprile 1907 – Oslo, 2 marzo 1976) è stata un'attrice e cantante norvegese naturalizzata tedesca.

## Filmografia parziale
- Mariti a congresso (Napoleon ist an allem schuld), regia di Curt Goetz (1938)
- Tredici donne a Riva Paradiso (Frauen für Golden Hill), regia di Erich Waschneck (1938)
- Allarme al n 3 (Alarm auf Station III), regia di Philipp Lothar Mayring (1939)
- Casa lontana, regia di Johannes Meyer (1939)
- Spie! (Achtung! Feind hört mit!), regia di Arthur Maria Rabenalt (1940)
- Il guanto verde (Falschmünzer), regia di Hermann Pfeiffer (1940)
- La tragedia del Titanic (Titanic), regia di Herbert Selpin (1943)